# Subhedrisch

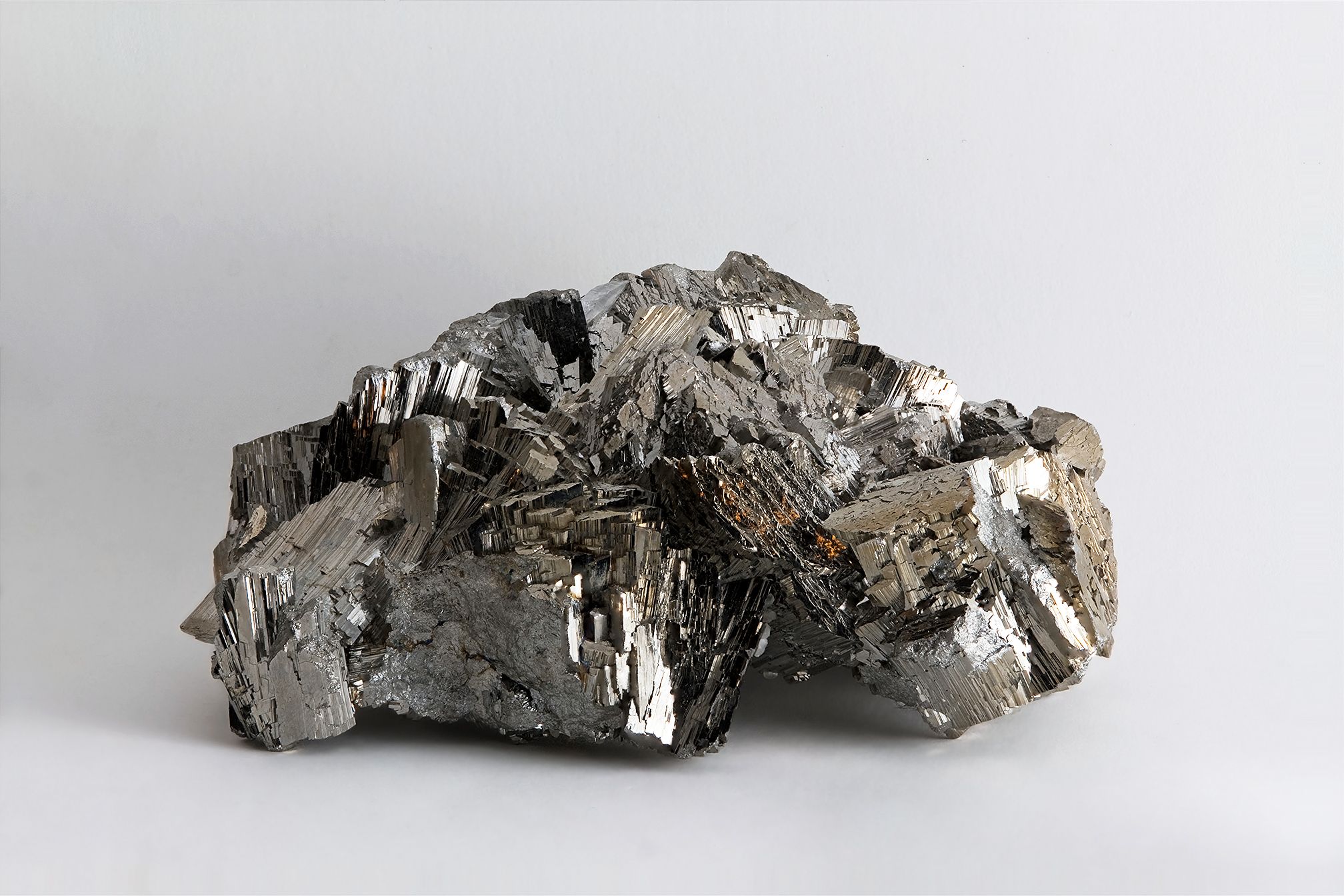
Een subhedrisch arsenopyrietkristal: een aantal kristalvlakken zijn goed gevormd, maar een aantal ook niet.

Een subhedrisch kristal (ook wel: subhedraal of hypidomorf kristal) is een kristal dat het midden houdt tussen een an- en een euhedrisch kristal. Het is namelijk niet volledig perfect, maar ook niet misvormd. Bij een subhedrisch kristal zijn slechts enkele kristalvlakken zichtbaar. Wanneer een holle ruimte, zoals een geode, helemaal door kristallen wordt opgevuld, is het bijna onvermijdelijk dat niet alle vlakken van alle kristallen zich kunnen ontwikkelen. Bijgevolg zijn de kristallen sub- tot anhedrisch.